# Adrenaline Mob
Adrenaline Mob est un supergroupe américain de metal alternatif. Il est formé en 2011 par Russell Allen, chanteur de Symphony X, Mike Portnoy, ancien batteur de Dream Theater et Mike Orlando.

## Historique
Le groupe est formé au début de 2011 et effectue sa première performance scénique le 24 juin 2011, au Hiro Ballroom de New York, avec le bassiste Paul Di Leo (Fozzy), et le guitariste Rich Ward (Stuck Mojo/Fozzy). Ils publient un clip YouTube promotionnel  de leur reprise de la chanson The Mob Rules de Black Sabbath le 27 juin 2011. Au réveillon du Nouvel an 2011, Adrenaline Mob annonce sur Facebook un premier album studio, Omertà, le 13 mars 2012, révélant entretemps la pochette.
Le 7 janvier 2012, le groupe annonce le départ de Rich Ward et Paul Di Leo à cause de problèmes d'emploi du temps. Le 8 février 2012, John Moyer (Disturbed) devient le nouveau bassiste d'Adrenaline Mob. Moyer fait ses débuts sur scène avec le groupe le 12 mars, au Hiro Ballroom, un jour avant la sortie de Omertà. Le 31 janvier 2013, le groupe annonce la sortie d'un EP de reprises intitulé Covertá, publié le 12 mars 2013. Le 4 juin 2013, Portnoy annonce quatre concerts avant son départ. Portnoy cite de problèmes d'emploi du temps, qui « aurait pu mettre à mal l'avenir du groupe. » Le 3 décembre 2013, le groupe annonce un deuxième album studio, publié le 18 février 2014, en Amérique du Nord, et le 4 février 2014, à l'international, intitulé Men of Honor. Portnoy est remplacé par A. J. Pero de Twisted Sister.
Le 4 août 2014, Moyer informe ses fans sur Facebook et Twitter qu'il ne se joindra pas à Adrenaline Mob pour leur tournée à venir. Adrenaline Mob annonce être à la recherche d'un nouveau bassiste. Peu après, ils choisissent Erik Leonhardt. 
Le 6 janvier 2015, le groupe annonce un nouvel album reprises, Dearly Departed, au label Century Media le 9 février en Europe (en téléchargement payant uniquement) et le 10 février en Amérique du Nord. Le 20 mars 2015, le batteur A.J. Pero est retrouvé inanimé dans le bus du groupe. Les autres membres ne réussiront pas à le réanimer. Ils traversaient à cette période Baltimore jusqu'à Poughkeepsie. Pero est amené à l'hôpital et déclaré mort à la suite d'une crise cardiaque ; il avait 55 ans,. Le lendemain, le groupe joue dans le New Jersey avec plusieurs batteurs pour remplacer Pero, dont Chad Szeliga, Johnny Kelly, et leur ancien batteur Mike Portnoy.
Le 14 juillet 2017, alors qu'il se rendait pour jouer à un concert à St. Petersburg en Floride, le groupe est victime d'un terrible accident de la route blessant six personnes dont trois sont dans un état critique et provoquant le décès du bassiste David "Z." Zablidowsky,

## Membres

### Membres actuels
- Russell Allen – chant (depuis 2011)
- Mike Orlando – guitare, chœurs (depuis 2011)
- Jordan Cannata – batterie (depuis 2016)

### Anciens membres
- Mike Portnoy – batterie, percussions, chœurs (2011–2013; live guest - 2015)
- Paul Di Leo – basse, chœurs (2011–2012)
- Rich Ward – guitare rythmique (2011–2012)
- John Moyer – basse, chœurs (2012–2014)
- A. J. Pero – batterie (2013–2015) (†)
- Erik Leonhardt – basse, chœurs (2014-2017)
- David Zablidowsky - basse (2017) (†)

### Membres live
- Chad Szeliga – batterie (2015–2016)
- Johnny Kelly – batterie (2015)
- Jay Jay French - guitare (2015)

## Discographie
- 2012 : Omertà (en)
- 2014 : Men of Honor (en)
- 2017 : We The People